# Di Rovasenda
I di Rovasenda sono una famiglia nobile che ebbe dal XII secolo il dominio feudale su Rovasenda (provincia di Vercelli). È ancora oggi fiorente il ramo della famiglia che discende da Emanuele di Rovasenda  (deceduto il 4 marzo 1957), Conte di Ceresole e Palermo, Nobile dei conti del Melle e Signore di Rovasenda, figlio di Giuseppe e di Alessina Quadro di Ceresole.

## Storia
Già dal 965, come silva Rovaxinda, il feudo era stato assegnato dal vescovo di Vercelli, Ingone, al conte di Vercelli, Aimone.
Nel XII secolo, i figli di Giovanni di Biandrate, Alberto, Guglielmo, Guido e Risbardo, sono considerati i capostipiti della famiglia, avendo assunto come cognome il titolo del feudo, il quale doveva essere già in possesso della famiglia paterna con ampi poteri (ius gladii e facoltà di battere moneta).
Nel 1170 Alberto di Rovasenda fece costruire una rocca fortificata, intorno al quale sarebbe successivamente sorto l'attuale borgo di Rovasenda.
Nel Trecento i di Rovasenda furono alleati dei Visconti e, dopo il 1355, con i marchesi di Monferrato. Nel 1413, in seguito all'assedio del loro castello, consegnarono il feudo ad Amedeo VIII di Savoia che di nuovo lo riassegnò a loro stessi. Giacomo di Rovasenda, fu in seguito primo segretario di Stato dei duchi di Savoia.
Nel 1460-61 il castello venne rinnovato con l'edificazione di una nuova torre. Successivamente alcuni dei membri della famiglia si distinsero al servizio dei Savoia, come militari e giuristi.
Nell'Ottocento sono ancora noti:
- il conte Giuseppe di Rovasenda (1824-1913) raccolse una collezione di vitigni e un archivio ampelografico, donati dopo la sua morte all'Università degli Studi di Torino[6]. Anche il fratello Luigi (1826-1917) donò una collezione di fossili dalla collina torinese al Museo di zoologia di Torino. Da Giuseppe discendono gli attuali rappresentanti della famiglia[7];
- il conte Alessandro Di Rovasenda (1858-1943) fu deputato del Regno d'Italia[8];
- Carlo Baldovino di Rovasenda, figlio di Alessandro, divenne nel 1929 frate domenicano con il nome di Enrico (1906-2007).

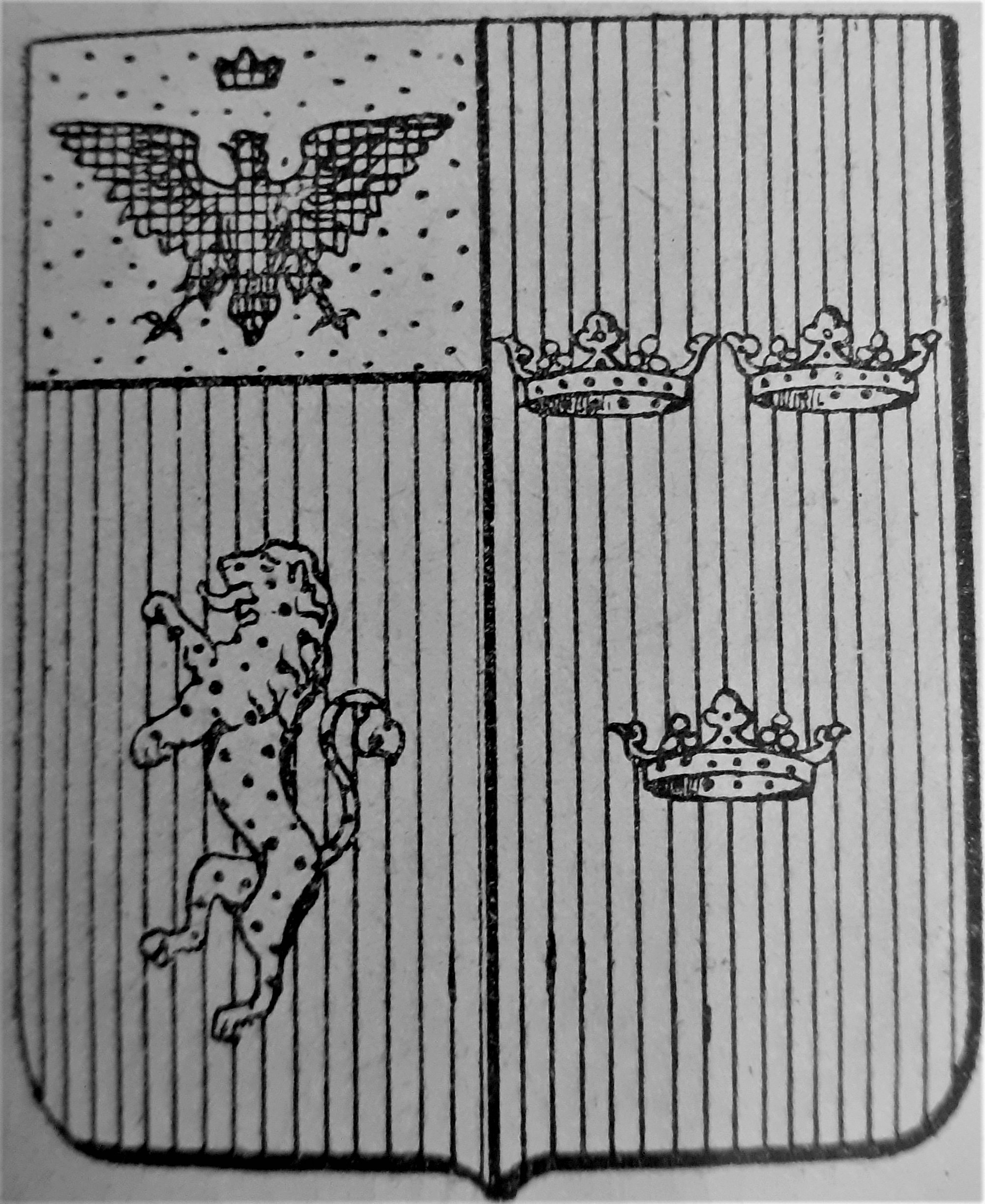
Stemma del ramo della famiglia dei conti di Ceresole e Palermo, ancora oggi fiorente
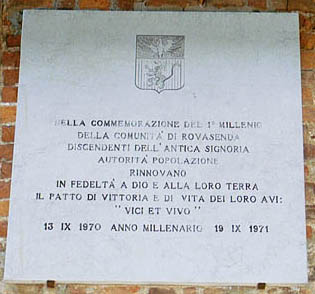
Targa commemorativa del 1° millennio della Signoria di Rovasenda posta sulla facciata del Castello di Rovasenda
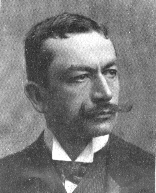
Il conte Alessandro Di Rovasenda
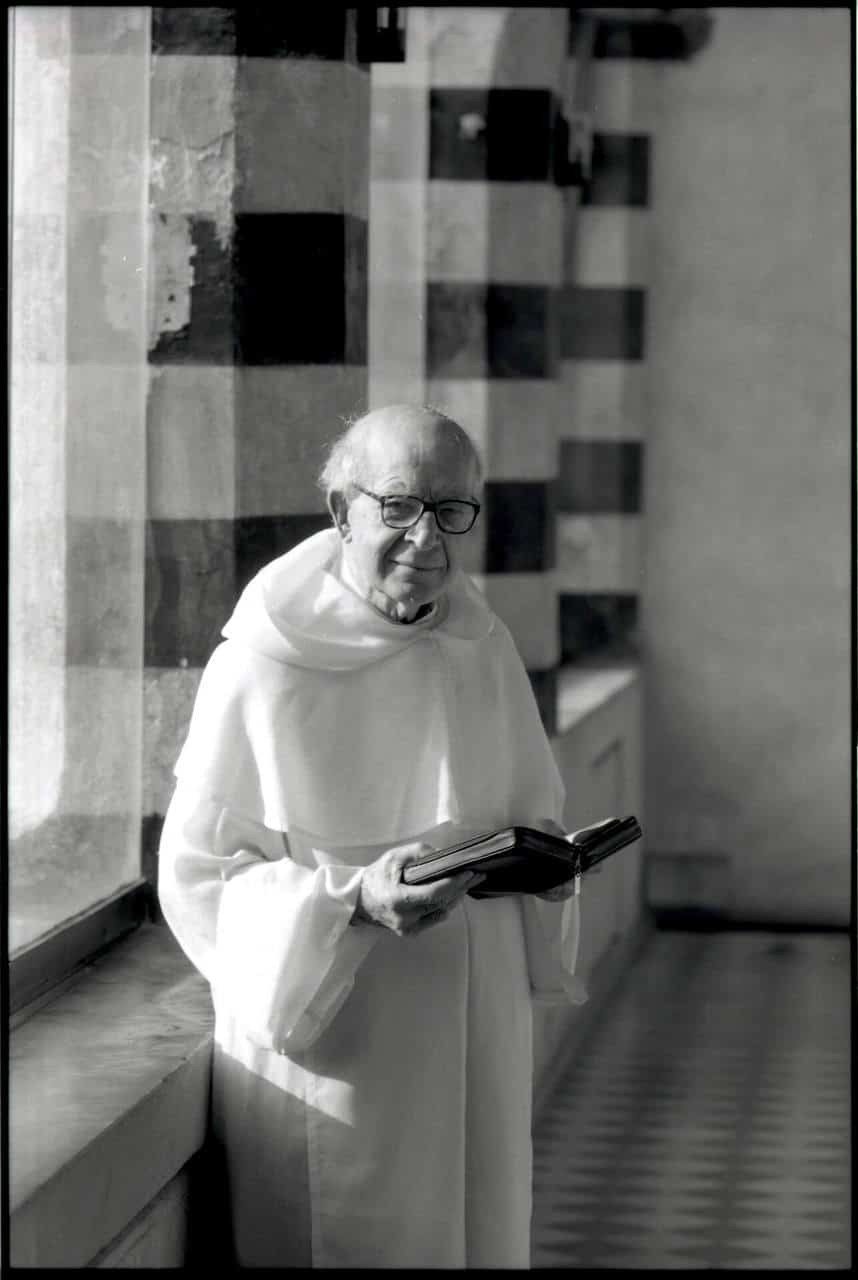
Padre Enrico di Rovasenda

## Luoghi e architetture

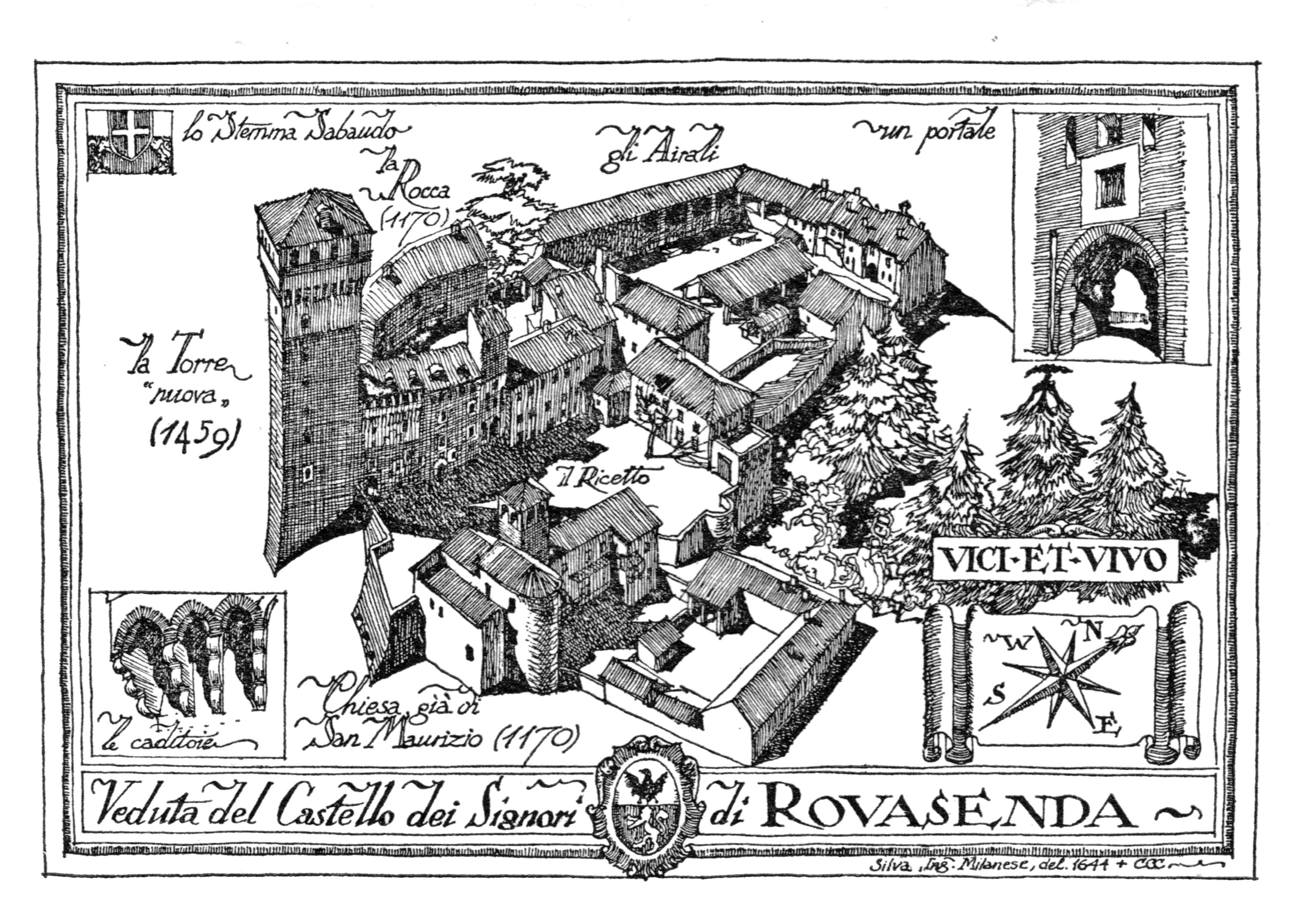
Litografia del Castello di Rovasenda realizzata dall'ingegnere Paolo Caccia Dominioni nel 1944

- Il castello detto "Castello Vecchio" a Rovasenda che risale al Duecento ed è caratterizzato da una torre a base quadrata[9].
- Il castello detto "Castello nuovo" a Rovasenda che è un semplice rifacimento novecentesco[9].